# (38019) Jeanmariepelt
(38019) Jeanmariepelt ist ein Asteroid des Hauptgürtels, der am 1. Juni 1998 vom belgischen Astronom Eric Walter Elst am La-Silla-Observatorium (IAU-Code 809) der Europäischen Südsternwarte in Chile entdeckt wurde.
Der Asteroid wurde am 19. August 2008 nach dem französischen Biologen, Botaniker und Pharmazeuten Jean-Marie Pelt (1933–2015) benannt, der 1972 das European Institute of Ecology gegründet hat und für seine Ablehnung von genveränderten Lebensmittel bekannt ist.